# Рейнсалу, Урмас
Урмас Рейнсалу (эст. Urmas Reinsalu; род. 22 июня 1975, Таллин) — эстонский государственный деятель. Председатель консервативной партии «Отечество». В прошлом — министр иностранных дел Эстонии (2022—2023).

## Биография
Урмас Рейнсалу родился 22 июня 1975 года в Таллине.
В 1993 году окончил Таллинскую 37-ю среднюю школу, в 1997 году юридический факультет Тартуского университета.
В 1996—1997 гг. — специалист при министерстве юстиции Эстонии в открыто-правовой сфере и эксперт в конституционной юридической комиссии при правительстве Эстонии. В 1997—1998 гг. — советник по внутренней политике президента Эстонии. В 1998—2001 гг. — директор государственной канцелярии президента Эстонии.
В 2002—2003 гг. — лектор Академии внутренней безопасности Эстонии.
С 1992 года был членом партии Res Publica. В 2002 году — председатель совета партии Res Publica. После объединения партии Res Publica с партией Исамаалийт в 2006 году является членом партии «Союз Отечества и Res Publica» (с 2018 года — «Отечество»).
Возглавлял избирательный список от партии Res Publica на выборах в Европейский парламент в 2004 году, однако не был избран.
По результатам парламентских выборов 2003 года избран членом Рийгикогу X созыва. Переизбран на выборах 2007 и 2011 годов.
Рейнсалу стал лидером партии «Отечество» в 2012 году. Покинул пост в 2015 году.
11 мая 2012 года президент республики Тоомас Хендрик Ильвес назначил Рейнсалу министром обороны, а через два дня, 14 мая, он принёс присягу на назначенный пост перед членами Рийгикогу.
В 2015—2019 гг. — министр юстиции Эстонии.
С 2019 года по 26 января 2021 являлся министром иностранных дел Эстонии во втором правительстве Юри Ратаса.
18 июля 2022 года получил портфель министра иностранных дел Эстонии во втором правительстве Каи Каллас. Правительство ушло в отставку  17 апреля 2023 года.
На съезде партии «Отечество» 10 июня 2023 года на Певческом поле в Таллинне избран новым председателем. Он получил 415 голосов, Тынис Лукас — 180, Леа Данильсон-Ярг — 51.
Рейнсалу является членом Кайтселийт, Центрального союза собственников Эстонии и Союза юристов Эстонии. 
Владеет эстонским, английским, немецким, русским и финским языками.

## Высказывания
14 июля 2012 года в Курессааре на слёте «Союза борцов за свободу», как в Эстонии называют ветеранов 20-й эстонской дивизии СС, Рейнсалу выразил им признательность и заявил, что их «вклад, который исходил из принципа законной правопреемственности, имел решающее значение для Эстонской Республики и одновременно спас честь нашего народа». Данное заявление вызвало бурные возмущения как внутри самой Эстонии, так и за рубежом. Официальный представитель МИД России Александр Лукашевич заявил:
Проведение мероприятий, направленных на прославление бывших эсэсовцев и местных коллаборационистов, нельзя расценивать иначе, как умышленное насаждение пронацистских настроений в эстонском обществе и откровенное глумление над памятью тех, кто ценою своей жизни спас мир от „коричневой чумы“. Выраженная им признательность фашистским приспешникам за „спасение чести эстонского народа“ является еще одним подтверждением целенаправленного мифотворчества официального Таллина в отношении событий Второй мировой войны.

## Личная жизнь
Урмас Рейнсалу женат, имеет двух дочерей — Лийсбет и Эльсбет.

## Награды
- Медаль Балтийской ассамблеи (2021)[10].